# بريان موريس
بريان موريس (بالإنجليزية: Brian Morris (judge))‏ (و. 1963 – م) هو محام، وقاض، ولاعب كرة قدم أمريكية من الولايات المتحدة الأمريكية .
وهو عضو في الحزب الديمقراطي الأمريكي .